# Gauthier Klauss
Gauthier Klauss (n. 17 decembrie 1987, Épinal, Lorraine⁠(d), Franța) este un canoist ce a reprezentat Franța, medaliat olimpic. A participat la 2 ediții ale Jocurilor Olimpice (2012, 2016) în care a câștigat o medalie de bronz.